# راي باربي
راي باربي (بالإنجليزية: Ray Barbee)‏ هو عازف جاز، متزلج ومصور أمريكي، ولد في 5 أكتوبر 1971 في سان خوسيه في الولايات المتحدة.

## وصلات خارجية
- الموقع الرسمي
- راي باربي على موقع ميوزك برينز (الإنجليزية)
- راي باربي على موقع ديسكوغز (الإنجليزية)